# Isidore Stanislas Helman
Pour les articles homonymes, voir Helman.
 (24 novembre 2017).
Isidore Stanislas Helman, né à Lille le 29 janvier 1743 et mort à Paris le 1er avril 1836, inhumé à Montmartre le 2 avril 1836, est un graveur français.

## Biographie
Isidore Stanislas Helman naît à Lille le 29 janvier 1743. Son père Jean Henri (1689-1769) et son grand-père Adolphus étaient maître-graveurs et originaires d'Allemagne.
L'école gratuite de dessin, fondée en 1755, le reçut parmi les premiers élèves qui la fréquentèrent ; il fut aussi un des premiers qui s'y distinguèrent et il fit rejaillir sur elle une partie de la gloire qu'il obtint dans la suite. Élève de Guéret à Lille, il remporta dans cette ville d'honorables distinctions, puis se rendit à Paris où il se livra à l'art de la gravure dans l'atelier et sous la direction de Jacques-Philippe Lebas dont il fut un des meilleurs disciples. Il obtint bientôt de tels succès dans cette carrière qu'il mérita d’être nommé graveur du duc de Chartres, prince aîné d'une famille dont les membres ont de tout temps honoré et cultivé les arts. Il s'établit tout à fait à Paris, dans la rue Saint-Honoré, vis-à-vis l'hôtel de Noailles, et y fonda un atelier de gravure qui fut en peu de temps connu des amateurs.
Isidore Stanislas Helman meurt à Paris le 1er avril 1836, à l’âge de 93 . Il est inhumé à Montmartre le 2 avril 1836.

## Œuvre[5]
Il a traduit en gravure de nombreux tableaux de la fin du XVIIIe siècle, parmi lesquels des œuvres de Nicolas Lavreince (Le Roman dangereux), Pierre Antoine Baudouin (Le Jardinier galant), Jean Duplessis-Bertaux (Le Charlatan français et le Charlatan allemand), Jean-Baptiste Le Prince, Hubert Robert, Louis-Joseph Watteau…
Il est également connu pour la réalisation de plusieurs planches du Monument du costume pour Jean-Michel Moreau sur un texte de Restif de la Bretonne en 1789, ses réductions des Conquêtes de l'empereur de la Chine (1783-1785) et les planches des Principales journées de la Révolution d'après Charles Monnet en 1797.
Les productions d'Helman sont nombreuses, recherchées pour la légèreté et le moelleux du burin, et payées assez cher par les amateurs d'estampes qui en réunissent la collection.
En 1772, il grave finement la planche du premier chant du Temple de Gnide de Colardeau, d'après C. Monnet.
En 1775, il retrace par le burin Le Suicide de Panthée sur le corps d'Abradate, d'après J. M. Moreau. Vers le même temps, il réalise le cartouche historié pour les livres de la bibliothèque de N. F. De Douay de Prehédrez.
En 1777, il expose à Lille, sous les Nus 54 et 55, Le Charlatan allemand et le Charlatan français, deux estampes de 14 pouces de hauteur sur 11 de largeur, d'après J. Duplessis Berthault. La même année, il travaille à la première et seconde suite d'estampes pour servir à l’Histoire des modes françaises dans le XVIIIe siècle, Paris, 1777, avec Martini, Trière, etc.
En 1780, de société avec B. L. Prévost, il grave les figures de l'Émile de Rousseau , édition in-4o.
Mais les œuvres les plus importantes d'Helman, sont celles qui forment des recueils qui lui appartiennent en propre. Ainsi, nous citerons : — Les batailles de la Chine, gravé en 1785, in-f°, d'après les grandes estampes de Cochin, connues sous le titre de Victoires des Empereurs de la Chine, 1768-1774, 16 planches. L'abrégé historique des principaux traits de la vie de Confucius, célèbre philosophe chinois, orné de 24 estampes, gravées d'après des dessins originaux de la Chine, envoyés à Paris par M. Amiot, missionnaire à Pékin , et tirés du cabinet de M. Bertin, ministre et ancien secrétaire d'état, texte entièrement gravé et encadré. — Faits mémorables des Empereurs de la Chine, tirés des annales chinoises, dédiés à Madame, 24 estampes in 4°, avec texte gravé.

## Œuvres lilloises
Helman s'est aussi livré à la reproduction des faits historiques principaux de l'histoire locale de la ville qui l'a vu naitre. On lui doit les pièces suivantes, qui sont toutes lilloises. La quatorzième expérience aérostatique de M. Blanchard, accompagné du chevalier Lépinard, faite à Lille le 26 août 1785, dédiée au magistrat de Lille, d'après Louis Watteau, grande pièce en largeur.
Entrée de M. Blanchard et du chevalier Lépinard, cinq jours après leur ascension aérostatique dans la ville de Lille, le 26 août 1785, d'après le tableau de Louis Watteau, professeur de l'Académie de Lille. Pendant de la précédente.
Confédération des départements du Nord, de la Somme et du Pas-de-Calais, faite à Lille le 14 juillet 1790, gravé en 1791, d'après le tableau fait en 1790, par Louis Watteau, dédié à MM. le maire et officiers municipaux de la ville de Lille, grande pièce en largeur.
Banquet civique, donné par les gardes nationales de Lille, aux troupes de la garnison, les 27 et 28 juin 1790, gravure en largeur, faisant pendant à la précédente et d'après le tableau de L. Watteau, directeur de l'Académie de Lille.

Gravures d'Isidore Stanislas Helman
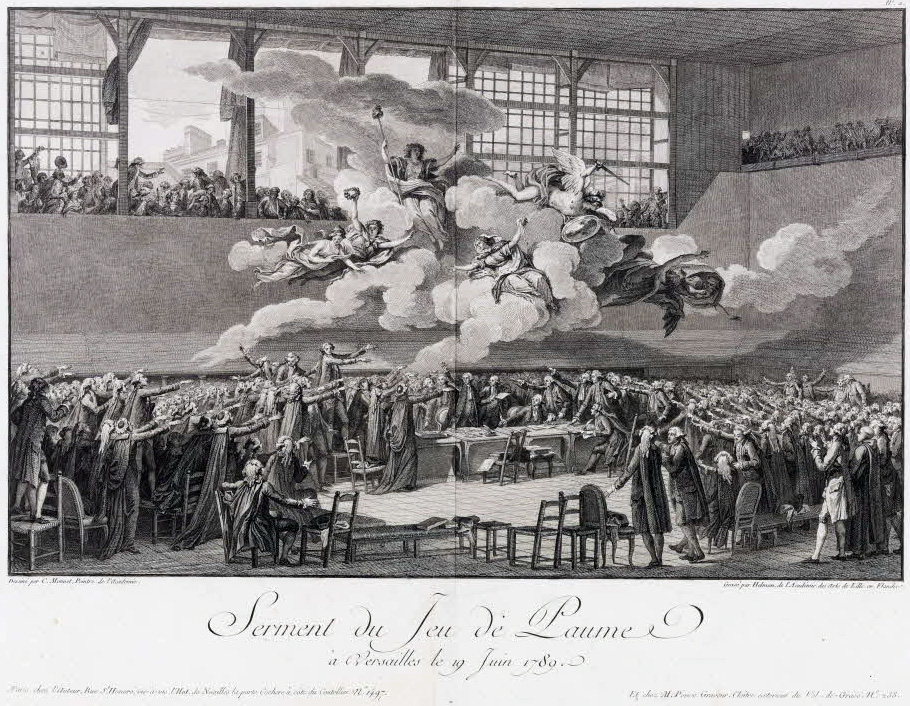
Serment du Jeu de Paume à Versailles le 19 juin 1789, par Charles Monnet, musée de la Révolution française.
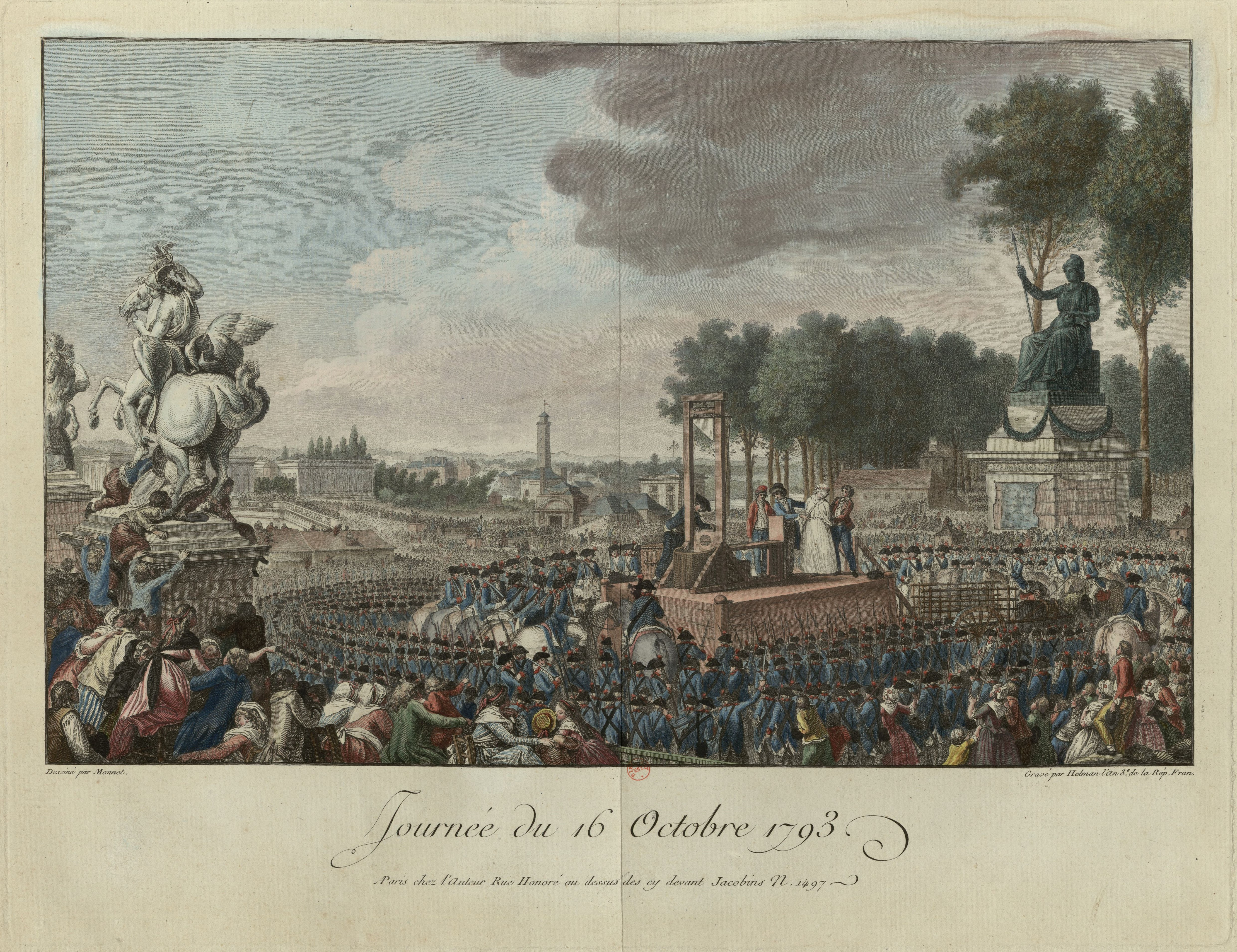
L'Exécution de Marie-Antoinette
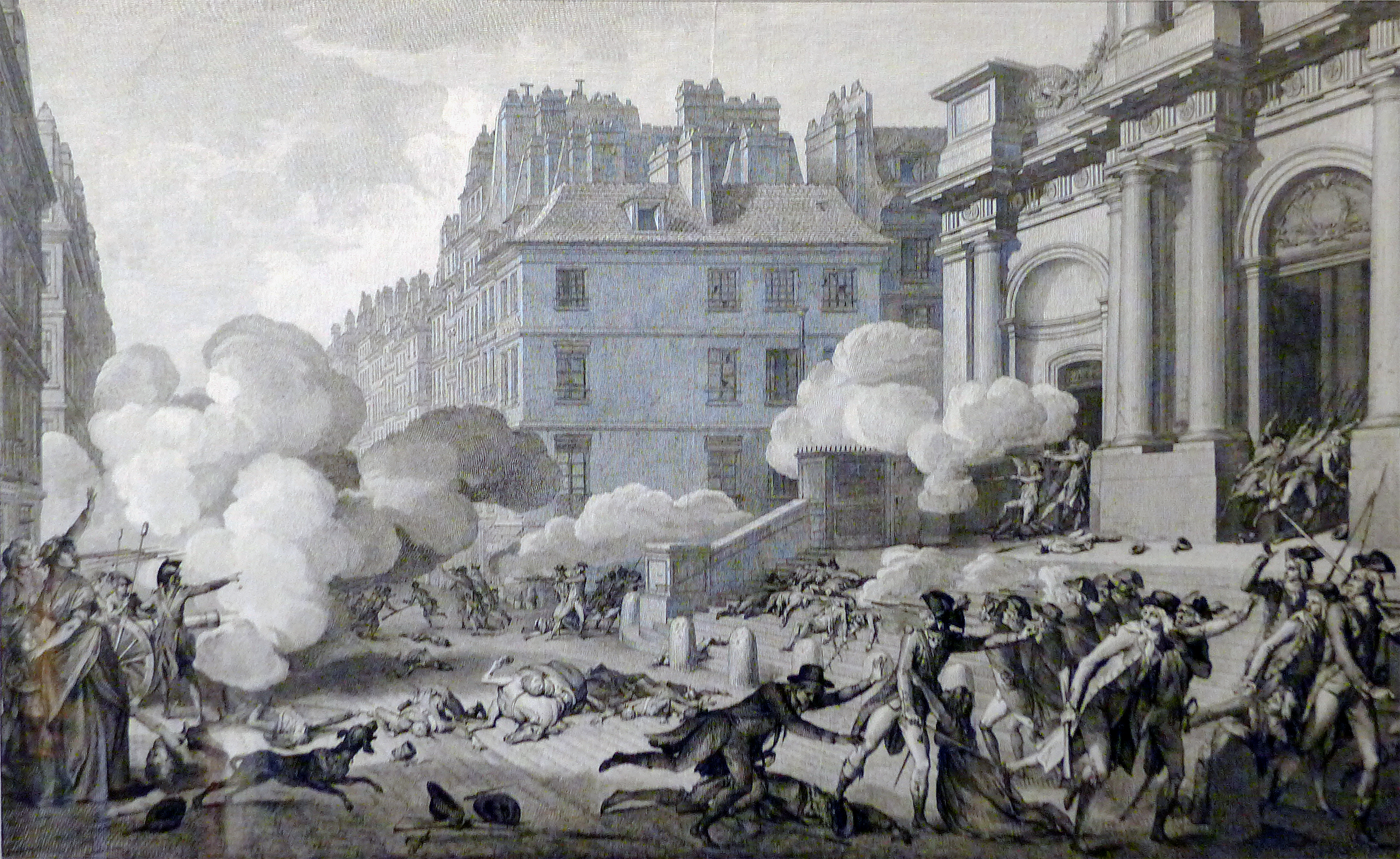
Journée du 13 vendémiaire, l’an IV église Saint-Roch, rue Honoré, d'après Charles Monnet, Paris, musée Carnavalet.

Le musée Carnavalet possède un grand nombre d'estampes gravées par Helman.

## Postérité
Une rue de Lille porte son nom,.